# Carpathian Forest
Carpathian Forest je norveški black metal-sastav kojeg su 1990. godine osnovali pjevač i gitarist Natterfrost i basist, Klavijaturist i pjevač Nordavind.
Njihovo prvo izdano djelo je demosnimak iz 1992. godine pod nazivom "Bloodlust & Perversion", koji je oduševio poklonike black metal stila. Carpathian Forest se smatraju jedinstvenima među black metal sastavima zbog svojih tekstova vezanih za sotonizam, sadizam, samoubojstvo i slične teme.
Zadnje izdanje ovog sastava je album Fuck You All!!!!, izdan 2006. godine.

## Diskografija

### Studijski albumi
- Through Chasm, Caves and Titan Woods (1995.)
- Black Shining Leather (1998.)
- Strange Old Brew (2000.)
- Morbid Fascination of Death (2001.)
- Defending the Throne of Evil (2003.)
- Fuck You All!!!! Caput tuum in ano est (2006.)

### Kompilacije
- Bloodlust and Perversion (1997.)
- We're Going to Hell for This (2002.)
- We're Going to Hollywood for This - Live Perversions (2004., video izdanje)
- Skjend Hans Lik (2004.)

### Demo uradci
- Bloodlust & Perversion (1992.)
- Journey through the Cold Moors of Svarttjern (1993.)

## Članovi

### Sadašnji članovi
- Nattefrost - vokal, gitara (1990. - danas)
- Vrangsinn - bas-gitara (1999. - danas)
- Anders Kobro - bubnjevi (1999. - danas)
- Blood Perverter - gitara (2003. - danas)

- @ Hellfest 2013
- Nattefrost.
- Tchort & Blood Pervertor.
- Nattefrost, Vrangsinn & Tchort.
- Tchort.
- Vrangsinn.

### Bivši članovi
- Tchort - gitara (1999. – 2009.)
- Nordavind - gitara, bas-gitara, klavijature (1990. – 2000.)
- Lazare - bubnjevi  (1997.)
- Mothörsen - saksofon  (2000. – 2004.)
- Kulde - klavijature  (2002.)

## Vanjske poveznice
- Službena stranica sastava Carpathian Forest